# Eisenstadt
Eisenstadt (in austro-bavarese Eisnstod, in ungherese Kismarton, in croato Željezno, in sloveno Železno) è una città austriaca di 14.339 abitanti, capitale del Burgenland (croato Gradišće, ungherese Őrvidék).

## Geografia fisica

### Territorio
Eisenstadt si trova su un terrazzamento digradante verso la pianura del Wulka ai piedi della catena montuosa del Leitha rivolta a sud.

### Clima
La temperatura media annuale (determinata dal 1961 al 1990) è di 10,4 °C. La media del 2007 è stata di 11,8 °C. La precipitazione media annua (tra il 1961 e il 1991) è di 589 mm.

## Storia

### Storia
Alcuni ritrovamenti dimostrano che la zona di Eisenstadt presentava degli insediamenti già durante l'era della cultura di Hallstatt. Successivamente si insediarono Celti e Romani. All'epoca delle invasioni barbariche si stabilirono in questa zona diverse popolazioni germaniche e gli Unni. Intorno all'800, all'epoca di Carlo Magno iniziò il processo di insediamento da parte dei Bavari. Eisenstadt venne nominata per la prima volta nel 1118 con l'appellativo di "castrum ferrum". La prima citazione scritta della città risale al 1264, descritta come "minor Mortin" (o in ungherese "Kismarton").
Nel 1373 la città divenne di proprietà della famiglia aristocratica ungherese dei Kanizsai, la quale fece rinforzare le mura cittadine e costruire una fortificazione circondata dall'acqua all'interno delle stesse. Risale a quest'epoca la denominazione "Eysenstat" (forte, ferrea, da cui deriva il nome di Eisenstadt). Nel 1388 Eisenstadt ottenne il diritto di tenere mercato. Nel 1445 il duca Alberto VI d'Asburgo acquisì la città; durante i 150 anni successivi Eisenstadt rimase sotto amministrazione asburgica. Durante le guerre contro i Turchi, questi ultimi conquistarono la città nel 1529 e nel 1532 durante la fase di avanzata su Vienna.
Nel 1648 la città passò sotto il dominio della famiglia di principi ungheresi Esterházy. Questa casata modificò nettamente l'immagine della città grazie a diverse opere edili. Il 26 ottobre 1648 Eisenstadt venne elevata dall'Imperatore Ferdinando III agli onori di libera città reale, un privilegio pagato con 16 000 fiorini e 3 000 secchi di vino del valore di 9 000 fiorini. Nel 1670 il principe Paolo I Esterházy fece insediare ad Eisenstadt e in sei città circostanti, i cosiddetti Sette Comuni, circa 3 000 ebrei che in precedenza erano stati espulsi da Vienna. Samson Wertheimer (1658-1742), operante a Vienna in veste di fornitore imperiale, fu attivo ad Eisenstadt in qualità di rabbino. Con la nomina di Joseph Haydn a maestro di cappella di corte negli anni sessanta del XVIII secolo, iniziò l'epoca d'oro dell'arte locale. Nel 1809 Eisenstadt venne occupata da truppe francesi durante le Guerre rivoluzionarie francesi. Nel 1897 la città venne collegata alla rete ferroviaria.
Dopo la prima guerra mondiale e la dissoluzione dello stato plurinazionale asburgico, ebbe luogo un conflitto di tre anni per decidere a quale nazione sarebbe stato ceduto il Burgenland, e quindi anche Eisenstadt. Il Trattato di pace di St. Germain decretò nel 1921 l'assegnazione del Burgenland all'Austria. In seguito ad un referendum, la città di Ödenburg (in ungherese Sopron), originariamente destinata alla funzione di capoluogo regionale, venne tuttavia ceduta all'Ungheria. Il 30 aprile 1925 la sede del governo regionale del Burgenland, e quindi capoluogo dello stato federale austriaco, divenne quindi Eisenstadt invece di Ödenburg.
Durante la seconda guerra mondiale Eisenstadt subì un bombardamento, in occasione del quale morirono 40 persone. Nel 1945 l'Armata Rossa invase la città, la quale rimase fino al 1955 zona di occupazione sovietica. Nel 1960 Eisenstadt divenne sede vescovile cattolica.

### Stemma
L'emblema della Libera Città di Eisenstadt presenta uno scudo rosso, nella cui parte inferiore si nota una torre quadra color argento dai margini neri, dotata di tre merli e posta su una struttura la cui base si allarga verso il basso. La torre ha una finestra rettangolare nera con grata di color argento al di sotto della quale si apre un portone ad arco nero, chiuso a metà con una saracinesca argentata. Sulla merlatura della torre vi è un'aquila reale nera, dalla lingua rossa e con le insegne dorate F III (Ferdinando III) sul petto.

## Monumenti e luoghi d'interesse
- Bergkirche con calvario: la chiesa della Visitazione di Maria è anche chiamata "chiesa di Haydn" in quanto al suo interno è sepolto il famoso musicista ed è inoltre presente anche un suo organo. L'edificio ospita anche un "calvario" del XVIII secolo.
- Castello Esterházy eretto a partire dal 1663 sulle fondamenta di una precedente fortezza. Al suo interno la "Sala di Haydn" realizzata in legno su richiesta dello stesso artista.

## Economia
Al 15 maggio 2001 le 1.089 imprese di Eisenstadt davano occupazione a 13.581 dipendenti. Otto società annoveravano oltre 200 collaboratori. Nel 2006 la situazione era molto cambiata: con il graduale venir meno delle sovvenzioni europee, molte aziende si sono trasferite lontano da Eisenstadt, ovvero a Vienna o in Ungheria.

## Amministrazione

### Gemellaggi
- Bad Kissingen
- Colmar
- Lignano Sabbiadoro
- Sanuki
- Sopron
- Vienna